# 美国竞技联盟
美国竞技联盟（英語：American Athletic Conference，The American 或 AAC），是美国一个大学体育竞技联盟，属于NCAA第一级别，而在美式橄榄球运动中则属于美式足球碗赛分区。联盟成员主要分布在美国东北部、中西部及南部。
联盟法理上的前身为1979年成立原大东联盟，当时为大学美式足球冠军碗系列赛中的大学六强联盟。自大学美式足球季后赛于2014赛季开始创立后，美国竞技联盟成为五团联盟之一。

## 运动
联盟分别资助NCAA认可的十项男子及十一项女子运动。五间院校为附屬会员。在美式橄榄球运动中，联盟中参与成员会分为两组作赛，分别为东组及西组。

## 列表
- 東卡羅來納海盗
- 孟菲斯老虎
- 南卫理公野马
- 南佛罗里达公牛
- 天普猫头鹰
- 杜蘭绿波
- 塔尔萨金色飓风
- 北卡罗来纳夏洛特49人
- 佛罗里达大西洋猫头鹰
- 北德克萨斯凶狠格林
- 莱斯猫头鹰
- 阿拉巴马大学伯明翰开拓者
- 德克萨斯大学圣安东尼奥分校路跑者
- 卫奇塔州立震惊者（非橄榄球成员）